# حذاء الدوري الكندي الممتاز الذهبي
حذاء الدوري الإنجليزي الممتاز الذهبي وهي جائزة أفضل هداف في الدوري الكندي الممتاز منذ موسم 2019. الكأس هي فن نحت من الإنويت من تأليف بيتسولاك كيميربيك، الكأس عبارة عن منحوتة لصياد من السكان الأصليين.

## الفائزين
| الموسم | اللاعب        | النادي                 | أهداف | مباريات | معدل التهديف | مصدر  |
| ------ | ------------- | ---------------------- | ----- | ------- | ------------ | ----- |
| 2019   | تريستان بورجس | نادي فورجي             | 13    | 27      | 0.48         | [ 2 ] |
| 2020   | أكيم جارسيا   | نادي هاليفاكس واندرورز | 6     | 11      | 0.55         | [ 3 ] |